# س. إل. براينت
س. إل. براينت (بالإنجليزية: C.L. Bryant)‏ هو مقدم برامج إذاعية أمريكي، ولد في مارس 1956 في شريفبورت في الولايات المتحدة.